# Список колледжей и университетов Иллинойса
Список колледжей и университетов штата Иллинойс, США включает частные и общественные университеты и колледжи, осуществляющие подготовку бакалавров, магистров и докторов, а также двухлетнюю подготовку специалистов с ассоциированной степенью.

## Частные колледжи
| Колледж                             | Город               | Число студентов | Год основания |
| ----------------------------------- | ------------------- | --------------- | ------------- |
| Гринвиллский колледж                | Гринвилл            | 1000            | 1892          |
| Иллинойсский колледж                | Джэксонвилл         | 1000            | 1829          |
| Иллинойсский центр телерадиовещания | Чикаго, Ломбард     |                 | 1986          |
| Колледж SOLEX                       | Уилинг              |                 | 1995          |
| Колледж Аугустана                   | Рок-Айленд          | 2500            | 1860          |
| Колледж Блэкберна                   | Карлинвилл          | 590             | 1837          |
| Колледж Кендалл                     | Чикаго              | 1715            | 1934          |
| Линкольнский колледж                | Линкольн, Нормал    |                 | 1865          |
| Колледж Мак-Мюррея                  | Джэксонвилл         | 550             | 1846          |
| Колледж Нокса                       | Гейлсберг           | 1420            | 1837          |
| Колледж Принципия                   | Элса                | 526             | 1898          |
| Колледж Расмуссена                  | Рокфорд             |                 | 1900          |
| Колледж Шимера                      | Чикаго              | 100             | 1853          |
| Колледж Юрики                       | Юрика               | 800             | 1855          |
| Колумбийский колледж в Чикаго       | Чикаго              | 11 922          | 1890          |
| Лейк-Форестский колледж             | Лейк-Форест         | 1525            | 1857          |
| Монмутский колледж                  | Монмут              | 1300            | 1853          |
| Музыкальный колледж Вандер-Кука     | Чикаго              | 200             | 1909          |
| Рокфордский колледж                 | Рокфорд             | 1318            | 1847          |
| Северо-Центральный колледж          | Нейпервилл          | 3000            | 1861          |
| Сестринский колледж Лейквью         | Данвилл, Чарлстон   | 289             | 1894          |
| Сестринский колледж Святого Антония | Рокфорд             |                 | 1915          |
| Уитонский колледж                   | Уитон               | 3025            | 1860          |
| Христианский колледж Троицы         | Палос-Хайтс, Чикаго | 1400            | 1959          |
| Элмхерстский колледж                | Элмхерст            | 3300            | 1871          |

## Частные университеты
| Университет                                    | Город                                    | Число студентов | Год основания |
| ---------------------------------------------- | ---------------------------------------- | --------------- | ------------- |
| Бенедиктинский университет                     | Лайл                                     | 6857            | 1887          |
| Библейский институт Муди                       | Чикаго                                   | 4000            | 1886          |
| Вествудский колледж                            | Чикаго                                   |                 |               |
| Восточно-Западный университет                  | Чикаго                                   | 1170            | 1980          |
| Доминиканский университет                      | Ривер-Форест                             | 3612            | 1901          |
| Иллинойсский институт искусств в Чикаго        | Чикаго                                   |                 | 1916          |
| Иллинойсский технологический институт          | Чикаго                                   | 7738            | 1937          |
| Институт Спертуса                              | Чикаго                                   |                 | 1924          |
| Конкордский университет в Чикаго               | Ривер-Форест                             | 5134            | 1864          |
| Линкольнский христианский университет          | Линкольн                                 | 1200            | 1944          |
| Лойолский университет в Чикаго                 | Чикаго                                   | 16 040          | 1870          |
| Лютеранская школа богословия в Чикаго          | Чикаго                                   | 290             | 1962          |
| Международный университет Троицы               | Дирфилд                                  | 3000            | 1897          |
| Назаретский университет Оливета                | Канкаки                                  | 4600            | 1907          |
| Национальный университет Льюиса                | Чикаго, Элджин, Лайл, Скоки              | 8376            | 1886          |
| Национальный университет наук о здоровье       | Ломбард                                  |                 | 1906          |
| Орорский университет                           | Орора                                    | 2000            | 1893          |
| Северная баптистская семинария богословия      | Ломбард                                  |                 | 1913          |
| Северо-Западный университет                    | Эванстон, Чикаго                         | 19 000          | 1851          |
| Среднезападный университет                     | Даунерс-Гроу                             | 5400            | 1900          |
| Технологический институт Тойоты в Чикаго       | Чикаго                                   |                 | 2003          |
| Университет Брэдли                             | Пеория                                   | 6000            | 1897          |
| Университет Де-Врай                            | Чикаго, Даунерс-Гроу, Элджин, Нейпервилл |                 | 1931          |
| Университет Де Поля                            | Чикаго                                   | 24966           | 1898          |
| Университет Джадсона                           | Элджин                                   | 1100            | 1913          |
| Университет Куинси                             | Куинси                                   | 1300            | 1860          |
| Университет Льюиса                             | Ромеовилл                                | 6500            | 1932          |
| Университет Мак-Кендри                         | Лебанон                                  | 3054            | 1828          |
| Университет медицины и науки Розалинд Франклин | Чикаго                                   | 2026            | 1912          |
| Университет Милликина                          | Декейтер                                 | 2340            | 1901          |
| Университет Норт-Парка                         | Чикаго                                   | 2835            | 1891          |
| Университет Раша                               | Чикаго                                   | 2000            | 1972          |
| Университет Роберта Морриса (Иллинойс)         | Чикаго                                   |                 | 1913          |
| Университет Рузвельт                           | Чикаго, Шомберг                          | 6343            | 1945          |
| Университет Святого Ксаверия                   | Чикаго                                   | 4709            | 1846          |
| Университет Святого Франциска                  | Джолиет                                  | 3300            | 1920          |
| Университет Эриксона                           | Чикаго                                   | 295             | 1966          |
| Уэслианский университет Иллинойса              | Блумингтон                               | 2000            | 1850          |
| Чикагская школа профессиональной психологии    | Чикаго                                   |                 | 1979          |
| Чикагский университет                          | Чикаго                                   | 15 219          | 1890          |
| Школа института искусств в Чикаго              | Чикаго                                   |                 |               |

## Общественные колледжи и университеты
| Университет/колледж                         | Система                      | Город                        | Число студентов | Год основания |
| ------------------------------------------- | ---------------------------- | ---------------------------- | --------------- | ------------- |
| Чикагский университет штата                 |                              | Чикаго                       | 7200            | 1867          |
| Университет Восточного Иллинойса            |                              | Чарлстон                     | 9657            | 1895          |
| Губернаторский университет штата            |                              | Юниверсити-Парк              |                 | 1969          |
| Университет штата Иллинойс                  |                              | Нормал                       | 20 502          | 1857          |
| Северо-Восточный университет Иллинойса      |                              | Чикаго                       | 9421            | 1867          |
| Университет Северного Иллинойса             |                              | Де-Калб, Нейпервилл, Рокфорд | 21 869          | 1895          |
| Университет Южного Иллинойса в Карбондейле  | Университет Южного Иллинойса | Карбондейл                   | 18 848          | 1869          |
| Университет Южного Иллинойса в Эдуардсвилле | Университет Южного Иллинойса | Эдуардсвилл                  | 14 235          | 1957          |
| Иллинойсский университет в Чикаго           | Иллинойсский университет     | Чикаго                       | 27 309          | 1982          |
| Иллинойсский университет в Спрингфилде      | Иллинойсский университет     | Спрингфилд                   | 5137            | 1969          |
| Иллинойсский университет в Урбане-Шампейне  | Иллинойсский университет     | Шампейн, Эрбана              | 42 605          | 1867          |
| Университет Западного Иллинойса             |                              | Маком                        | 12 200          | 1899          |